# Czott Ferenc
Czott Ferenc (1798 körül – Rozsnyó, 1860. március 8.) rozsnyói kanonok, költő.

## Élete
Tanár és aligazgató volt a rozsnyói püspöki lyceumban, később szomolnoki plébános, szepes megyei dékán, tiszteletbeli kanonok és iskolák felügyelője.

## Művei
- Heiliger Neiti wir dich grüsen. Rosenau, 1838. (Ének.)